# Parque Nacional Sierra de las Quijadas
O Parque Nacional Sierra de las Quijadas se encontra na província de San Luis, na Argentina, e compreende uma área de 150.000 ha.

## História
Foi criado em 1991, para proteger as espécies que habitam o lugar e para conservar ambientes representativos do Chaco árido e do Monte, além de preservar seus depósitos arqueológicos e peleontológicos. No parque se destaca o Protero de la Aguada (o mesmo nome leva o rio que só existe nas épocas de chuva; no resto do ano, seu leito apresenta apenas areia e pedras).
As serras do Potrero, com suas falésias, cornices e terraços, têm uma cor avermelhada. Apenas as coberturas de vegetação delimitam um imenso anfiteatro natural.

## Aspectos naturais
A vegetação é escassa. Abundam os cactos. 
Apesar da área ser muito seca, tem uma fauna abundante: puma, gato e raposa cinzenta são os mamíferos mais comuns. Entre as aves se destacam o falcão cinza, o condor andino e a águia solitária coroada.
Ao oeste da Sierra de las Quijadas, corre o rio Desaguadero, que criou uma grande inundação, onde se encontram bosques e plantas que toleram ambientes salgados (halofitas). 
Habitam na área guanacos, coelhos e pumas. Ademais, a fauna do parque contém várias espécies que precisam de medidas de proteção, como por exemplo a tartaruga terrestre, o falcão peregrino, a águia solitária coroada, o cardeal amarelo, entre outras. Na Sierra de las Quijadas se encontram restos fósseis de duas espécies de pterossáuros e lagartos.
O clima é continental muito seco, com uma acentuada amplitude térmica, tanto estacional como diária.